# Джангуль
Джангу́ль — природний ландшафтний заказник на мисі Тарханкут Криму. Знаходиться на північ від Оленівки і простягається уздовж чорноморського узбережжя на п'ять кілометрів. Він дещо схожий на прибережні місцевості гірського Криму.
У 2010 р. увійшов до складу природного парку «Чарівна гавань»

## Географія
Верхня частина Джангуль — степова територія, розчленована балками, які ближче до моря перетворюються на каньйони і формують схожий на гірський ландшафт. Нижня частина Джангуль — зсувний масив із скупченням вивітрених вапнякових скель.
Джангуль має одні з найкращих в Україні умови для занять серфінгом та дайвінгом.

## Флора
На Джангулі поширені полин, чебрець, ковила і типчак, шипшина, жасмин, ожина, зустрічаються дикі груші та інші рослини.

## Фауна
На Джангулі серед скель гніздяться баклани, галагази, шпаки, куріпки, мухоловки, славки та інші птахи.

## Галерея

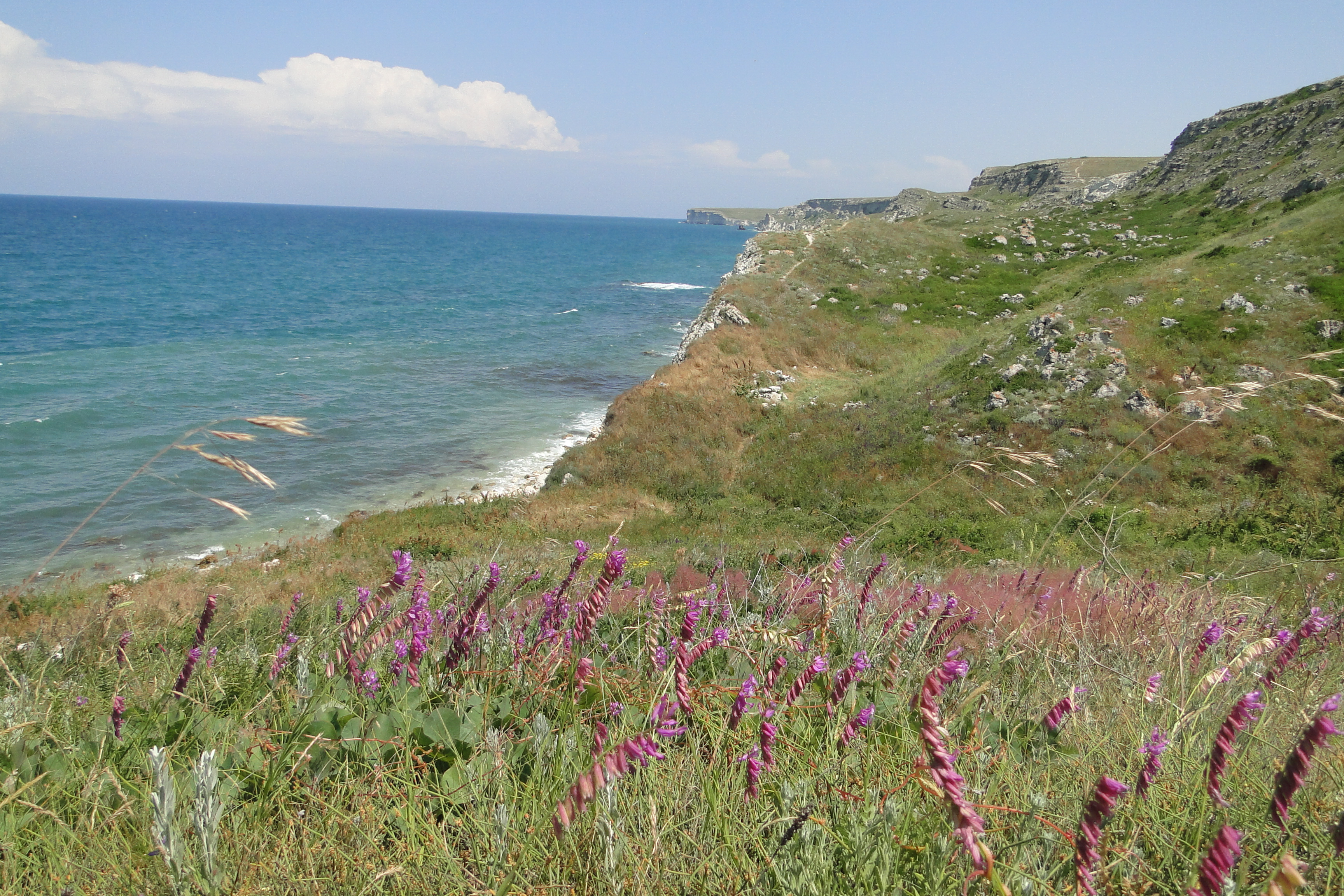
Біля Джангульського узбережжя
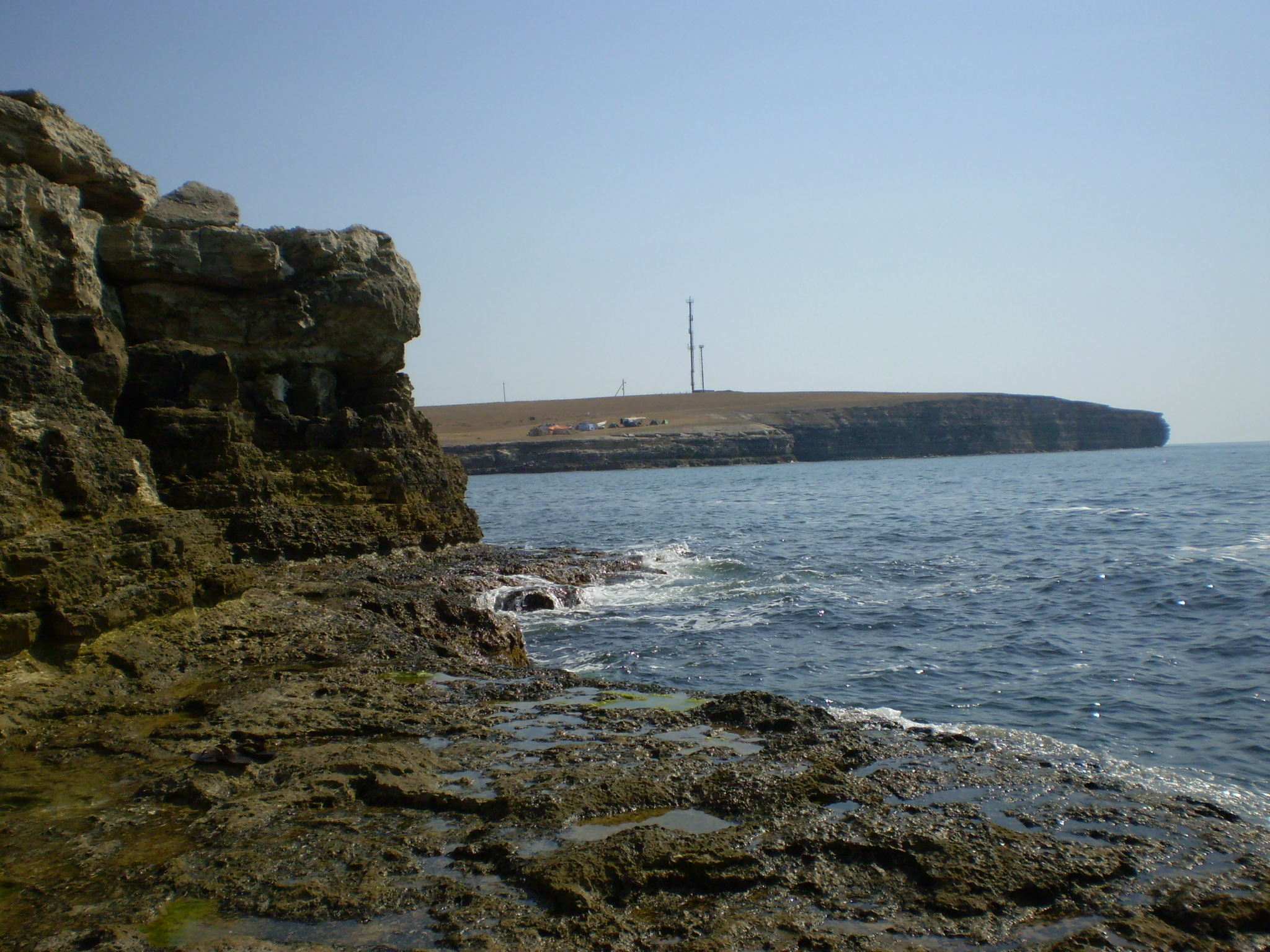
ПАК біля мису Джангуль Чорноморський р-н, с. Оленівка
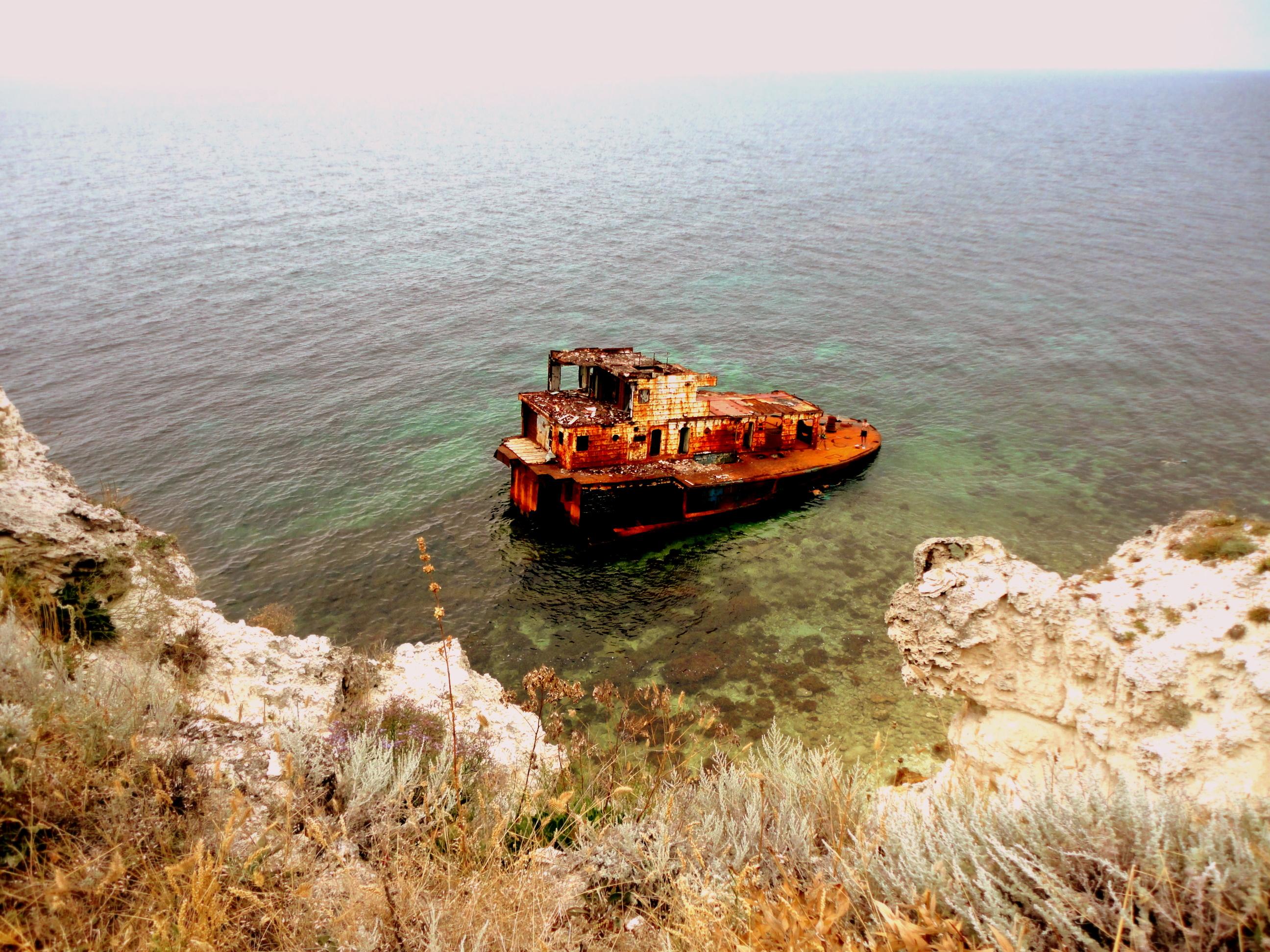
Сухогруз на Джангулі